# Bruce Lee - La leggenda
Bruce Lee - La leggenda (Bruce Lee: A Warrior's Journey) è un film-documentario del 2000 diretto da John Little sulla vita di Bruce Lee che contiene 23 minuti di materiale inedito del 1972 tratto dal film The Game of Death a suo tempo diretto, prodotto e interpretato, quindi lasciato incompiuto da Bruce Lee a causa della sua morte improvvisa. Diversamente dal film ripreso da Robert Clouse che, avvalendosi anche di sosia, lo portò a termine nel 1978 con il nome di Game of Death (in Italia ha però il titolo L'ultimo combattimento di Chen).

## Trama
Il documentario ripercorre, attraverso filmati e interviste rare alle persone che sono state vicine a Bruce Lee, come la moglie Linda Emery, il suo allievo più anziano Taki Kimura, il gran maestro dell'arte marziale Hapkido Ji Han-jae e il campione di pallacanestro nonché amico Kareem Abdul-Jabbar, la vita del noto attore statunitense di origini cinesi.
Solo dopo il ritrovamento nel 1999 da parte di Bey Logan della scaletta originale elaborata da Lee (non fece in tempo a scrivere la sceneggiatura vera e propria) che era anche il coproduttore attraverso la Concord Production Inc., è mostrata nel finale la sequenza inedita ambientata sugli ultimi tre dei cinque piani della pagoda.

## Produzione
In fase di montaggio circa due minuti che introducevano il materiale inedito è andato perduto e non ancora ritrovato.

## Distribuzione
Il documentario uscì in anteprima negli Stati Uniti, a San Francisco (California), il 22 ottobre 2000.

### Edizioni italiane
Esistono almeno due doppiaggi differenti per l'edizione italiana di Bruce Lee: A Warrior's Journey.
La prima versione è quella pubblicata nel 2002 con il titolo Bruce Lee - La leggenda, la quale è stata anche trasmessa in televisione da Discovery Channel con il titolo Bruce Lee - Una vita da guerriero. La voce narrante è di Marco Balzarotti.
La seconda versione, con nuovo doppiaggio e voce narrante di Massimo Lodolo, è stata per la prima volta trasmessa da Rai 4 nel luglio del 2013 con il titolo Bruce Lee - Il viaggio di un guerriero.

### Edizioni home video
Il documentario venne messo in commercio sia in VHS sia in DVD in Italia, il 15 gennaio 2002. Nel Regno Unito, l'8 ottobre 2001. Negli Stati Uniti, il 5 marzo 2002. Nei contenuti speciali del DVD del documentario è inserito il cortometraggio La storia girato da John Little in Corea del Sud dove vengono prodotte le parti non girate del film originale secondo le indicazioni di Lee. Inoltre è possibile reperirlo nella versione originale di lingua inglese come bonus alle edizioni statunitensi del DVD e del Blu-ray di Enter the Dragon pubblicate in occasione del 30º anniversario dell'uscita del film.